# René Vázquez Díaz

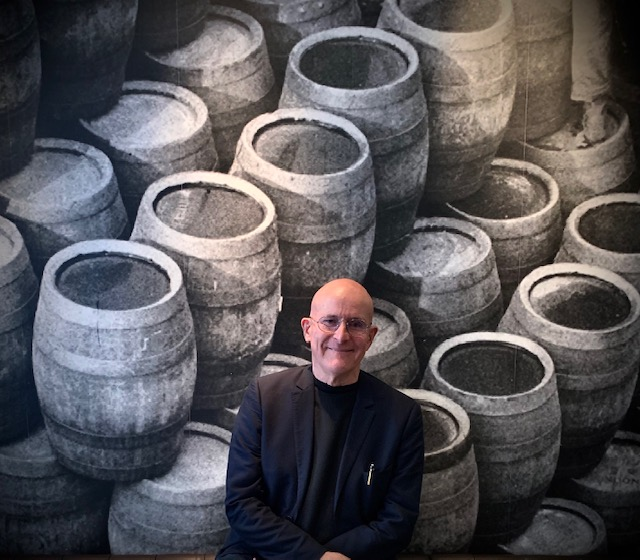
René Vázquez Díaz en el Club de la Prensa, Estocolmo, 2022.

René Vázquez Díaz (Caibarién, Cuba, 1952), escritor y traductor cubano y sueco.

## Biografía
De 1972 a 1974 estudió ingeniería naval en Polonia, carrera que no terminó. Tras una estancia en Estados Unidos, principalmente en Miami y Los Ángeles, vive en Suecia desde 1975. Fue Coordinador de los proyectos cubanos del Centro Internacional Olof Palme, de Estocolmo. En 1994 organizó, bajo la égida de esa organización, el llamado Encuentro de Estocolmo,  en el que once escritores cubanos, cinco de la Isla y seis residentes en el extranjero, estipularon por unanimidad:
“El embargo económico y financiero de los Estados Unidos de América contra la República de Cuba, debe ser levantado urgentemente y sin condiciones”.
Vázquez Díaz es autor de “La trilogía de la Cuba profunda” y  ha impartido conferencias en las universidades de Málaga, Sevilla, Madrid (Complutense, en los Cursos de Verano de El Escorial), México (UNAM), Heidelberg, Bremen, Estocolmo, Uppsala, Lund, Umeå, Gante, Amberes, etc.
Como periodista ha colaborado en SUR, El País, Quimera, Cubadebate, La Jiribilla, Le Monde Diplomatique, Rebelión e importantes medios suecos. Sus obras han sido traducidas al francés, inglés, finés, sueco, italiano. Vázquez Díaz escribe en español y en sueco. Entre sus obras en esa lengua hay varios libros de ensayo, así como una biografía de su maestro Artur Lundkvist. Ha sido miembro de la Directiva de la Unión de Escriores de Suecia (2005-2012) y perteneció al llamado “Grupo de los Clásicos” del Consejo de la Cultura y las Artes de Suecia, Swedish Arts Council, con la misión de elegir obras de la literatura mundial para promover la lectura entre los jóvenes.  En 2002 publicó El sabor de Cuba [4] y en diciembre de 2007 fue galardonado con el Premio de novela Juan Rulfo de Radio France Internationale por su novela De pronto el doctor Leal. Su novela Ciudades junto al mar obtuvo el Premio de los libreros de Escania en 2011. 
Sobre la edición francesa de Fredrika en el paraíso ha escrito Gérard de Cortanze en Le Figaro: “Este libro, homenaje involuntario a su maestro Lezama Lima, desborda con creces el marco estrictamente cubano. En su universo secreto, donde la imaginación se apodera de la Historia, René Vázquez Díaz, mitad ángel, mitad demonio, ha escrito un libro magistral”.
El profesor Martin Franzbach, de la Universidad de Bremen, ha escrito que Vázquez Díaz es ”El lobo solitario de la literatura cubana”.
El profesor Patrick Collard, de la Universidad de Gante, ha escrito: “El panorama que el novelista presenta del microcosmos cubano de Miami al final del los años 80 [en La isla del cundeamor] es un retrato sin concesión de un espacio social de falsedad, donde todo el mundo engaña a todo el mundo y donde la tragedia siempre compite con la farsa en la trayectoria de los personajes, enfermos todos o casi de una incurable nostalgia cubana y obsesionados con la idea del hipotético regreso más o menos próximo.” 

## Obras
Novelas:
- Ciudades junto al mar, Alianza Editorial, Madrid, 2011.
- El pez sabe que la lombriz oculta un anzuelo, Icaria Editorial, Barcelona, 2009
- De pronto el doctor Leal, Icaria Editorial, Barcelona, 2008
- Florina, Editorial Montesinos, Barcelona, 2007
- Un amor que se nos va, Editorial Montesinos, Barcelona, 2006,  y Letras Cubanas, La Habana,  2018.
- Letras Cubanas, La Habana, 2018
- El sabor de Cuba, 2002, Tusquets, Barcelona.
- Fredrika en el paraíso, Monte Ávila Editores, Caracas, 2000, y Ediciones de Boloña, La Habana, 2004
- La isla del cundeamor, Alfaguara, Madrid, 1995 y Editorial Letras Cubanas, La Habana, 2002
- Querido traidor, Alhambra, Lund, 1993
- La era imaginaria, Editorial Montesinos, Barcelona, 1986

Poemarios:       
- Ciudad dormida / Stilla stad, edición bilingüe, Studiekamratens förlag, Kristianstad, 1995
- Difusos mapas, Devenir, Madrid, 1994
- Donde se pudre la belleza, Ediciones A. Caffarena, Málaga,1986
- Tambor de medianoche, Nordan, Estocolmo, 1983
- Trovador americano / Errante, Ámbito literario, Barcelona, 1978

Teatro:
- El último concierto, Editorial Betania, Madrid, 1992

Otros libros:
- El sabor de Cuba,  Comer y beber, Tusquets Editores, Barcelona, 2002

Libros sobre Cuba compilados por René Vázquez Díaz:
- Voces para cerrar un siglo, textos de Cuba y el exilio, prólogo de Vázquez Díaz Centro International Olof Palme, Estocolmo, 1999
- Salud y Nutrición en Cuba, Efectos del Embargo Norteamericano, prólogo de Vázquez Díaz, Centro International Olof Palme, Estocolmo, 1998
- Bipolaridad de la cultura cubana, Ponencias del Primer Encuentro de Escritores de dentro y fuera de Cuba, prólogo de Vázquez Díaz, Centro International Olof Palme, Estocolmo, 1994

## Traducciones del sueco al español
- Te voy a contar, de Sara Gordan, 2013, Devenir.
- El tesoro de Herr Isakowitz, de Danny Wattin, 2016, Editorial Lumen.
- El espantapájaros, La Rata y otros cuentos, de Melker Garay, 2017, ETC, Málaga.
- Vastedad, poesía del pueblo Sami, 2018, Devenir.
- Mujeres en el norte. Trece poetas suecas, Devenir, Madrid, 2011. Poemas de Maria Vedin, Eva Ström, Katarina Frostenson, Marie Lundquist, Ida Börjel, Kristina Lugn, Tuija Nieminen Kristofersson, Sara Gilliard, Ann Jäderlund, Elisabeth Rynell, Eva Runefelt, Hanna Nordenhök y Åsa Maria Kraft.
- Contexto. Material, Birgitta Trotzig, Colección Visor de poesía, Madrid, 2005.
- Pompeya, Maja Lundgren, Narrativas Históricas Edhasa, Barcelona, 2004
- El árbol parlante, Artur Lundkvist, Editorial Vigía, Matanzas, Cuba, 1998
- La Habana era una fiesta, Björn Afzelius, Editorial Verbum, Madrid, 1995
- Confines de la palabra, Birgitta Trotzig, Devenir, Madrid, 1991
- Flechas contra la luna, Lasse Söderberg, Ediciones Angel Caffarena, Málaga,1990
- Ánima, Birgitta Trotzig, Ediciones Angel Caffarena, Málaga,1990
- La estrella de la periferia, Jacques Werup, Ediciones Angel Caffarena, Málaga, 1990
- Viajes del sueño y la fantasía, Artur Lundkvist, Editorial Montesinos, Barcelona, 1989
- La huella abrupta, Ingemar Leckius, Devenir, Barcelona, 1987
- La imagen desnuda, Artur Lundkvist, con dibujos de Antonio Saura, Dvenir, Madrid, 1987
- Pájaro en mano, Lasse Söderberg, Devenir, Barcelona, 1986
- Textos del ocaso, Artur Lundkvist, Montesinos, Barcelona, 1984
- Seis poetas suecos, Birgitta Trotzig, Göran Sonnevi, Tomas Tranströmer, Ingemar Leckius, Lars Norén y Jacques Werup. Hora de Poesía, Barcelona, 1984.

## Premios y distinciones
- Fundación Klas de Vylder de la Asociaoción de Escritores de Suecia 2018, motivación del jurado: “Por la rica y fluida obra de René Vázquez Díaz en la que nosotros, como lectores, nos maravillamos del fructífero encuentro entre dos culturas disímiles en la superficie, la sueca y la cubana, y que en su totalidad es el arte de acercarse al ser humano.”
- Premio Juan Rulfo de Radio Francia Internacional 2007, por De pronto el doctor Leal.
- Beca de la Fundación Stina y Erik Lundberg, de la Academia Sueca, 2002.
- Beca de la Región de Escania 2001, Region Skånes Kulturstipendium, ”por su obra, que con imaginación y elegancia se inscribe en una realidad pluricultural”